# Santa María (Pangasinán)
Santa María   (Bayan ng  Santa Maria - Ili ti Santa Maria)  es un municipio filipino de cuarta categoría, situado en la isla de Luzón. Forma parte de la provincia de Pangasinán situada en la Región Administrativa de Ilocos, también denominada Región I.

## Geografía
Situado en el este de la provincia, en la margen izquierda del río Agno,  linda al norte con los municipios de Asingán y de Tayug; al sur con los de Rosales, Balungao y Umigán; al este con el de San Quintín; y al oeste con el de Villasis.

### Barangays
El municipio  de Santa María se divide, a los efectos administrativos, en 23 barangayes o barrios, conforme a la siguiente relación:
| - Bal-loy - Bantog - Caboluán - Cal-litang - Capandanán - Cauplasán | - Dalayap - Libsong - Namagbagán - Paitán - Pataquid - Pilar | - Población del Este - Población del Oeste - Pugot - Samón - San Alejandro | - San Mariano - San Pablo - San Patricio - San Vicente - Santa Cruz - Santa Rosa |  |

## Historia
El barrio del Santa María, fundado el 10 de enero de  1855,  se incorpora en 1864 al municipio de Tayug.
En 1877, bajo el gobierno del Capitán Eugenio Vinluán, vuelve a separarse.
En 1903 llegaron los estadounidenses a Santa María, quienes, al igual que hicieron con otros pequeños municipios, le incorporan de nuevo al de  Tayug, volviendo a separase en 1907.

## Patrimonio
Iglesia parroquial católica bajo la advocación de Nuestra Señora del Pilar, data de 1883 y hoy se encuentra bajo la jurisdicción de la diócesis de Urdaneta en la Arquidiócesis  de Lingayén-Dagupán.	